# Stefano di Parigi
Stefano di Parigi, dal 779 conte di Parigi, (754 circa – 811/815), è stato un nobile francese.

## Biografia
Figlio maggiore del conte Gerardo I di Parigi, Stefano nacque intorno al 754.
Il 28 luglio 754, in occasione dell'incoronazione di Pipino il Breve effettuata da Papa Stefano II nella Basilica di Saint-Denis, suo padre, che assisteva alla cerimonia, chiese al Pontefice di battezzare suo figlio maggiore, cui pertanto diede il nome Stefano.
Egli succedette al padre come conte di Parigi e a lui succedettero in questa carica i suoi fratelli Begone e Leotardo I.